# Angliai Magyar Egyesült Média
Az Angliai Magyar Egyesült Média (2015 - 2017) az Egyesült Királyság területén tevékenykedő magyar médiaközösség, melynek fő feladata a szigetországban élő magyarok friss hírekkel és információkkal való ellátása volt.

## Feladata
Az Angliai Magyar Egyesült Média olyan tartalmakat állított elő, amelyek főleg a kint élő magyarokról szólnak, továbbá a szigetországban élő magyarokat is érintő politikai és gazdasági cikkeket készített és fordított. Ezeket a tartalmakat elérhetővé tette az egyesület tagjainak, akik feldolgozás után a hírt terjesztették.

## Tevékenysége
Az Egyesült Média munkatársai ott voltak a közösség valamennyi jelentős kulturális és sporteseményén, hogy megörökítsék a pillanatokat. 
Az Egyesült Királyságban öt városában voltak munkatársai, akik a híreket szállították, a tartalmakat előállították.  
A tevékenységük teljesen független, semmilyen hazai, vagy helyi kisebbségi támogatást nem igényeltek. 

## Története
Az Európai Uniós csatlakozás óta folyamatosan nőt, majd 2013 és 2015 között hirtelen megugrott az Egyesült Királyságban élő magyarok száma. Először több kisebb projekt ütötte fel a fejét a királyság területén lakó magyarok információéhségének csillapítására, melyek többnyire múló szeszélyeknek bizonyultak.
Az Angliai Magyar Egyesült Médiát az Angliai Magyar Rádiót is alapító PK Media 2013 Ltd hozta létre 2015 év elején, két évvel azután, hogy az Angliai Magyar Rádió és a hozzátartozó online híroldal először jelent meg. Minőségi fejlődés és az összefogás, mint iránymutatás és példamutatás volt a fő szempont a megalapításnál, mely egyesülést a legtöbb tag már hosszú ideje tervezett, kisebb együttműködések már korábban is létrejöttek.

## Felépítése

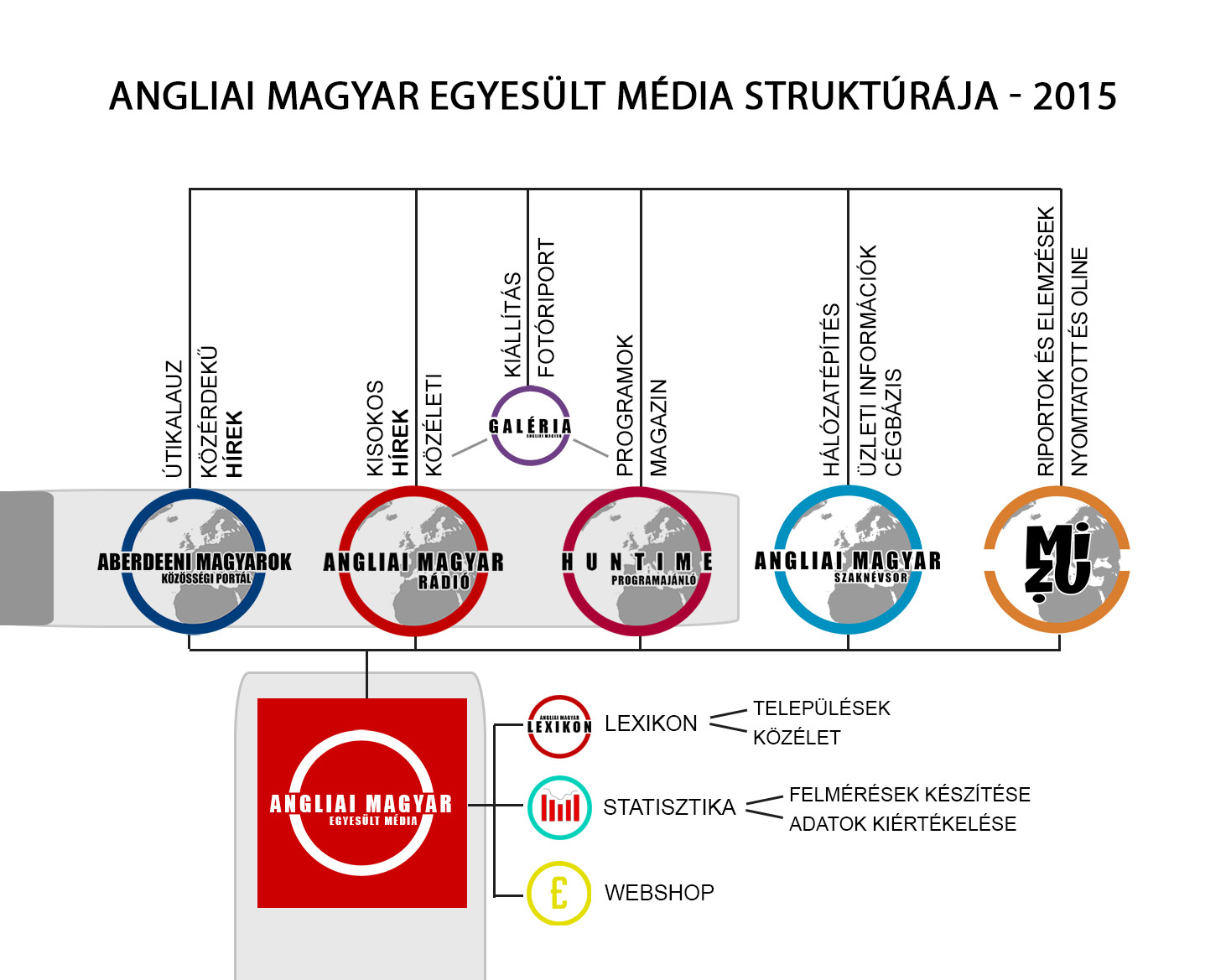
Az AMEM strukturális felépítése

### Angliai Magyar Rádió
Rádió és híroldal, melyet 2014 februárjában alapított Pillinger-Kerepesi Zoltán Londonban. Online alapú, mobil alkalmazással bárhol és bármikor hallgatható volt világszerte. Megszűnt 2017-ben.

### Aberdeeni Magyarok Közösségi Portál
Az egész királyság területén olvasott skóciai szerkesztőségű, online híroldal, melyet az olasz felmenőkkel is rendelkező magyar nemzetiségű Simon Enrico alapított a felvidéki Aberdeenben 2010 novemberében. Tevékenységüket felfüggesztették 2019-ben.

### MiZU? Magazin
Nyomtatott kultúr- és információs magazin. Ingyenes és országos terjesztésű havilap, melyet Oláh Gábor, manchesteri lakos alapított 2015 januárjában. Tevékenységüket felfüggesztették 2018-ban.

### HunTime
Online programajánló oldal. A legtöbb magyar vonatkozású program megtalálható volt benne, melyet János „Csige” László, Potters Bar-i lakos alapított 2015 év elején. Tevékenységüket felfüggesztették 2018-ban.

### Angliai Magyarok Térképes Szaknévsor
Átfogó térképes szaknévsor, melyben a legtöbb helyi vállalkozót megtalálni. Vállalkozói fórumokat szervezett és építő munkát végzett a közösségben. Alapította Buxbaum Barna, manchesteri lakos 2014 szeptemberében. Átalakult 2017-ben, majd megszűnt 2018-ban.

## Tartalmak

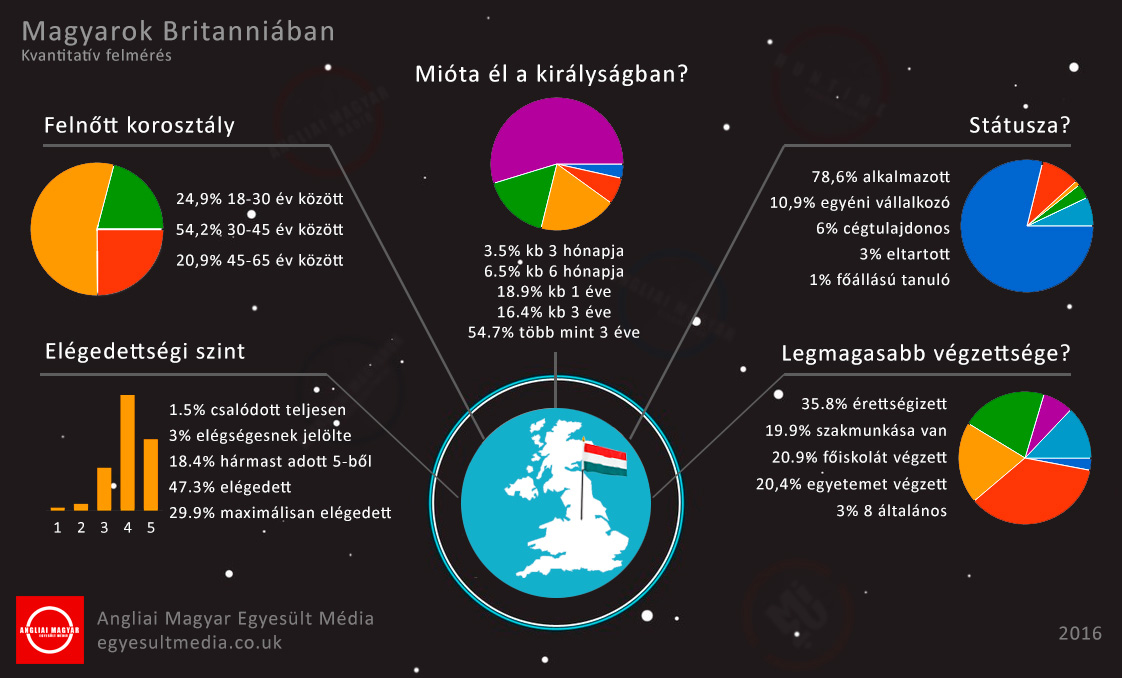
Kvantitatív felmérés

Az AMEM munkatársai az objektív információ terjesztést gyakorolták és a ma oly divatos vélemény újságírás mellett is kimagasló eredményeket ért el tartalmaival. 
- Felmérések, majd informatív diagrammok készítése.
- Oknyomozó és bulvár cikkek készítése.
- 185 adást megélt napi híradó, videó formában a facebookon terjesztve, mely videó egy fajta előzetesként működött a honlapokon található aktuális tartalmakból.
- Informatív vizuális és szövegek gyártása és terjesztése.
- Magyar vonatkozású rendezvények fotóriportjai és rövid rádió és szöveges riportok.
- Más Nagy-Britanniában működő híroldalak partnereként a magyarokat is érintő hírek fordításai.
- MTI hírfelhasználó

## Egyéb

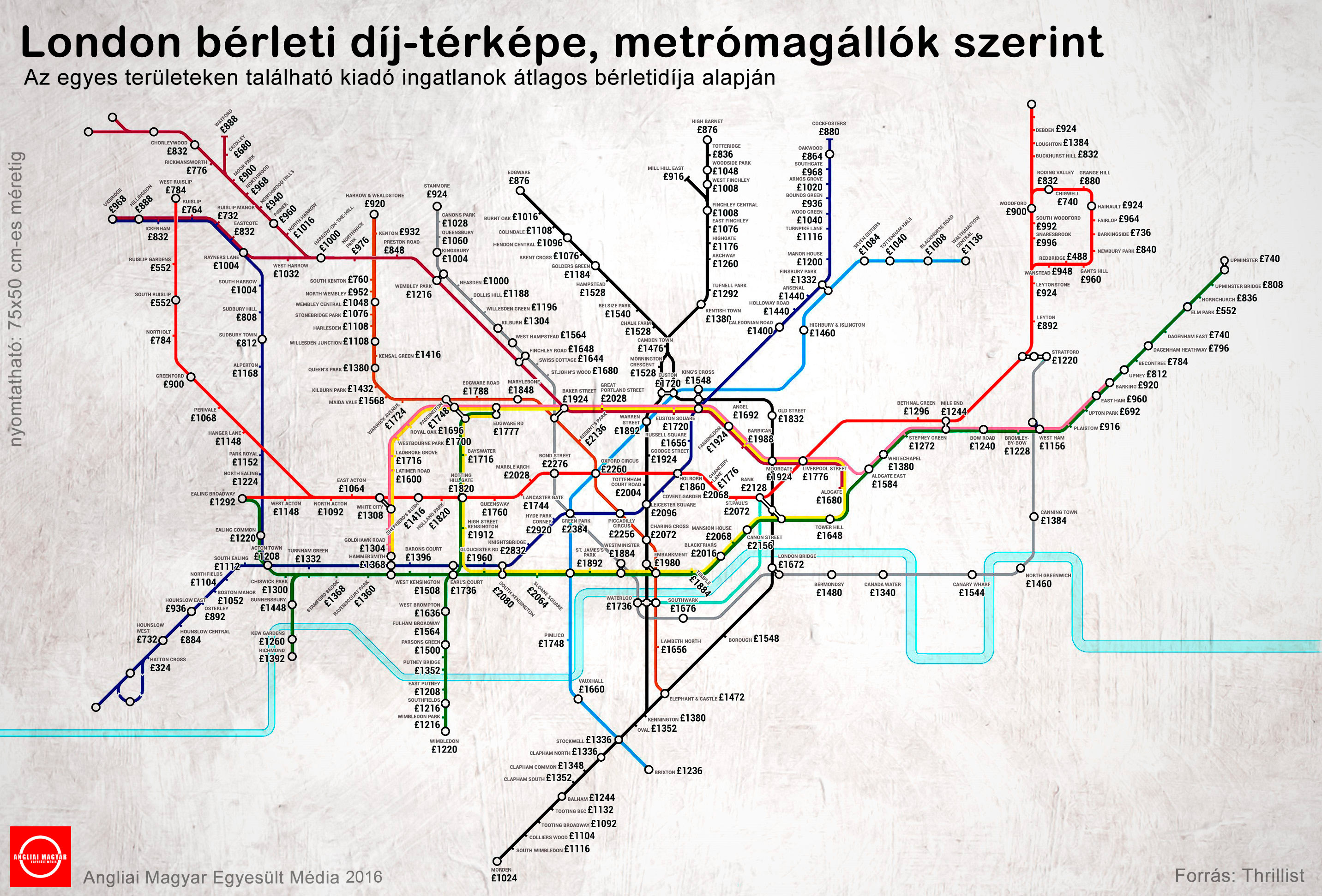
Londoni átlag ingatlan bérleti árak

Az egyesült média több fronton támogatta a helyi közösséget, melyek néha anyagi és média, számtalanszor pedig média szinten mutatkoztak meg. Ilyenek voltak többek között:
- A Hungarian Culture Day, vagyis Nagy-Britannia legnagyobb magyar vonatkozású a Hungarian Culture and Heritage Society éves eseményének reklám és média partnereként szerepelt többször, nagy sikerrel.
- Ladies Cup, - Az Angliai Magyar Rádiónak dedikált a Hungarian Motorsport Club London gokart szövetség által indított 3 évadig tartó futam szponzora és média támogatójaként tevékenykedett.
- Kis helyi magyar vállalkozások termékeit segített értékesíteni online webshopjában.

## Befejezés
Hiába a havi egyéni 500 000 és összesen több millió lapletöltéseknek, hosszú évek munkája alatt sem sikerült függetlenként megfelelően jövedelmezővé alakítani a felépítést. Így bár hivatalosan 2 év együttműködés után, de igazából hozzávetőleg 4 évnyi közös munka után 2017-ben az Angliai Magyar Rádió megszűnésével befejeződött az együttműködés, majd pedig egyesével az Angliai Magyar Egyesült Média mindegyik alegység 2019-ig bezárt.